# Nathalie Henry
Nathalie Henry, född 10 maj 1979 i Pabu i Côtes-d'Armor, är en fransk montéryttare och travkusk. 

## Biografi
Nathalie Henry var ursprungligen inställd på att bli idrottslärare, men började sedan med travsport. Hon började att arbeta som lärling hos sin far, Louis Henry, och började sedan att arbeta hos tränaren Bernard Desmontils. 
Då hon 2004 vann Prix du Président de la République med hästen Migraine, blir hon den första kvinnliga montéryttaren i historien som vann ett Grupp 1-lopp. Svenskan Helen A. Johansson, blev 1995 den första kvinnliga travkusken att vinna ett Grupp 1-lopp, då hon vann Prix d'Amérique med Ina Scot. 

### Privatliv
Henry är tillsammans med travkusken och montéryttaren Matthieu Abrivard. Paret har två barn tillsammans, en flicka och en pojke.
2011 tog Henry en paus från tävlandet och fokuserade på familjelivet. Hon hade då tagit 389 segrar, varav 373 i monté och 16 i sulky. Av dessa segrar togs 20 i Grupp 1- och Grupp 2-lopp. Hon gjorde 2019 en mindre comeback.

## Större segrar i urval
| År   | Lopp                               | Häst               | Tränare              | Grupp   |
| ---- | ---------------------------------- | ------------------ | -------------------- | ------- |
| 2004 | Prix du Président de la République | Migraine           | Bernard Desmontils   | Grupp 1 |
| 2004 | Prix René Palyart                  | Migraine           | Bernard Desmontils   | Grupp 2 |
| 2004 | Prix Louis Le Bourg                | Migraine           | Bernard Desmontils   | Grupp 2 |
| 2005 | Prix de Normandie                  | Mirza du Vivier    | Éric Lebon           | Grupp 1 |
| 2005 | Prix Edmond Henry                  | Mirza du Vivier    | Éric Lebon           | Grupp 2 |
| 2005 | Prix de l'Île-de-France            | Västerbo Daylight  | Michael Demmers      | Grupp 2 |
| 2005 | Prix du Calvados                   | Västerbo Daylight  | Michael Demmers      | Grupp 2 |
| 2005 | Prix René Palyart                  | Nottingham Forest  | Frédéric Prat        | Grupp 2 |
| 2006 | Prix Joseph Lafosse                | Nepeta             | Bernard Desmontils   | Grupp 2 |
| 2006 | Prix Ali Hawas                     | Postania de Viette | Frédéric Prat        | Grupp 2 |
| 2007 | Prix du Président de la République | Paddy du Buisson   | Bernard Desmontils   | Grupp 1 |
| 2007 | Prix des Centaures                 | Paddy du Buisson   | Bernard Desmontils   | Grupp 1 |
| 2007 | Prix Reynolds                      | Olimède            | Lutfi Kolgjini       | Grupp 2 |
| 2008 | Prix Reynolds                      | Marathon Man       | Igor-Pierre Blanchon | Grupp 2 |
| 2013 | Prix des Centaures                 | Vision Intense     | Philippe Moulin      | Grupp 1 |
| 2013 | Prix de Pardieu                    | Vision Intense     | Philippe Moulin      | Grupp 2 |
| 2014 | Prix de Pardieu                    | À Nous Deux        | Ronny Kuiper         | Grupp 2 |
| 2014 | Prix Louis Le Bourg                | À Nous Deux        | Ronny Kuiper         | Grupp 2 |